# Чернець
Черне́ць, черни́ця, ченці́, черне́цтво (від носіння чорного одягу), також монах, монахиня (від грец. μοναχός, «одинак, самітник, пустельник») — зазвичай особа з релігійної спільноти, яка відповідно до обіцянки (обітниці) веде аскетичне життя або в рамках чернечого згромадження, або на самоті.
Існують також чернечі ордени, членами яких були мандрівні брати, т.з. «жебракуючі ордени».

## Місце проживання
Ченці мешкають у монастирях, пустелях, лаврах. Священники в чернецтві — чорне священство. На відміну від одружених священиків — білого священства.

## Визначення терміна
Чернець і священик — два різні поняття. Синонімом слова «чернець» виступає також старослов'янське слово чоловічого роду «инокъ». Від інших відмінна людина, «інший» (один єдиний, відособлений, відлюдник); «инокий» (інакше повинен вести своє життя, відрізняючись від світської поведінки). У найзагальнішому сенсі — людина, яка веде самотнє життя і, отже, свідомо обмежує себе з певною метою, наприклад, щоб досягти певного розвитку (просвітлення). У християнстві першими ченцями були люди, які хотіли вести більш благочестивий спосіб життя у порівнянні з іншими людьми, і заради цього полишали світське життя, усамітнювалися. З часом вони стали об'єднуватися у монастирі — спільноти ченців.

## Інститут чернецтва в різних конфесіях
Інститут чернецтва характерний для католицького і православного християнства, індуїзму та буддизму. Іноді до ченців зараховують і дервішів Ісламу — але це спірне, оскільки схожість чисто зовнішня, бо дервіші могли одружитися, мали власні будинки і жили своїм власним життям. З'явилися ченці в середині I тисячоліття до нашої ери в буддизмі. З III століття нашої ери чернецтво з'явилося і в християнстві з Сирії та Єгипті як форма втілення аскетичного ідеалу, яке є відображенням дуалістичного світорозуміння, в протиставленні духа і тіла, добра і зла. Ченців немає тільки в протестантизмі.

## Засновники чернецтва
Традиція вважає засновниками християнського чернецтва єгипетських подвижників святих Антонія Великого і Пахомія Великого. На Русі засновниками чернецтва вважають преподобних Антонія і Феодосія Печерських, які створили в XI ст. Києво-Печерський монастир. Формування чернецтва Київської Русі відбувалося під впливом вчення ченців Василя Великого (Василіяни) і Феодора Студита (Студити), що безперечно вплинуло на подальший розвиток християнства сучасних Білорусі, України та Росії.

## Вимоги до ченця
Чернець приймає обітниці «безсрібності» (відмова від особистої власності), цнотливості (безшлюбності), слухняності (абсолютного підпорядкування Статуту і монастирській владі, повної відмови від власної волі). Ченці одного монастиря називаються братією і мають три ступені: рясофор, малосхимник, великосхимник. Одяг у православних ченців чорний — символ відмови від світського і скорботи. Прийняття у чернецтво відбувається в урочистому обряді (Чині) постригу. З чернецтва формується вище керівництво Церкви — єпископат.
Завдання особистого порятунку душі зливалося у ченців із загальноцерковними завданнями (і соціальними). Відхід ченців від світського, відмова від цінностей світського життя, прийняття тимчасових або постійних обітниць цнотливості, жебрацтва і слухняності поєднувалися з прагненням впливати на світ своїм прикладом (і проповіддю). У Західній Європі чернецтво поширилося з IV століття. Популярними були бенедиктинці. Клюнійська реформа у X—XI століттях зміцнила зв'язок чернецтва з папством, сприяла посиленню папської влади. І значною мірою підпорядкувала життя і діяльність католицького духовенства принципам чернецтва. Злиття ідей чернецтва з місією кліру втілилася в інституті статутних каноніків (canonici regolari), які поєднували священицький стан з прийняттям чернечих обітів. Найважливішим напрямком в Католицькій церкві стали з XIII ст. жебручі Ордени, які займали панівне становище до початку Контрреформації. Їх відтіснили єзуїти і різні чернечі конгрегації. У сучасному світі налічується 213917 католицьких ченців, з них 149176 ченці в Священстві, і 908158 черниць різних чернечих об'єднань.
Ченцем не можна назвати будь-якого чоловіка (і будь-яку жінку), які, маючи фізичну і психічну можливість вступати у шлюб та статеві стосунки, заводити сім'ю і дітей, які не роблять цього, виходячи з якихось міркувань, або через хвороби. Наприклад, в католицькому християнстві ченці письмово присягають і складають обітницю не тільки пов'язану з зазначеним вище обмеженням. Перед тим беруть благословення від батьків, рекомендацію парафіяльних священників, екзаменують покликання до чернецького стану тощо. Згадані обмеження справжніх ченців є елементом їхнього життя, але не метою. Ченці намагаються вести ангелоподібний спосіб життя, свідчити про Небо, живучи в тілі на Землі.